# Гавриловське сільське поселення (Воткінський район)
Гаври́ловське сільське поселення — колишнє муніципальне утворення в складі Воткінського району Удмуртії, Росія. Адміністративний центр — присілок Гавриловка.
Ліквідоване 25 червня 2021 року через переформування муніципального району на муніципальний округ.
Населення становить 1589 осіб (2019, 1476 у 2010, 1614 у 2002).

## Склад
До складу поселення входять такі населені пункти:
| Населений пункт         | Населення, осіб (2002) | Населення, осіб (2010) |
| ----------------------- | ---------------------- | ---------------------- |
| Беркути, присілок       | 467                    | 356                    |
| Березники, присілок     | 5                      | 11                     |
| Гавриловка, присілок    | 957                    | 957                    |
| Галево, село            | 2                      | 3                      |
| Євсино, присілок        | 0                      | 0                      |
| Костовати, присілок     | 101                    | 79                     |
| Костоватовський, селище | 0                      | -                      |
| Метляки, присілок       | 40                     | 40                     |
| Метляки, селище         | 0                      | -                      |
| Фертіки, присілок       | 42                     | 30                     |

## Господарство
В поселенні діють 2 школи, 2 садочки, клуб, 2 бібліотеки, 3 фельдшерсько-акушерські пункти. Серед підприємств працюють Беркутівське відділення ВАТ «Агрокомплекс», Гавриловське відділення ВАТ «Агрокомплекс», ТОВ ПФК «Беркути», газокомпресорна станція.